# Tu viện Bát Nhã
Tu viện Bát Nhã thuộc địa phận xã Đamb'ri, thành phố Bảo Lộc, tỉnh Lâm Đồng, Việt Nam, có diện tích khoảng 30 hecta, được thành lập năm 1995 bởi thượng tọa Thích Đức Nghi, viện chủ tu viện.

## Kiến trúc
Tu viện Bát Nhã được xây dựng trên một diện tích rộng lớn, giữa rừng thông xanh mát và bao quanh bởi thiên nhiên hoang sơ. Kiến trúc của tu viện kết hợp hài hòa giữa truyền thống và hiện đại, với các khu vực chính như chánh điện, nhà tăng, thiền đường và các khu vực sinh hoạt cộng đồng.
•	 Chánh điện: Nơi thờ Phật, được trang trí tinh tế và trang nghiêm, là nơi diễn ra các buổi lễ và sinh hoạt tâm linh chính của tu viện.
•	 Thiền đường: Khu vực dành cho việc tu tập thiền định, với không gian yên tĩnh, thoáng đãng.
•	 Khu vườn tu viện: Tu viện còn có một khu vườn rộng lớn với nhiều cây xanh và hoa cỏ, tạo ra môi trường thanh bình cho việc tu học và thiền định.

## Lịch sử
Tu viện Bát Nhã được thành lập vào năm 1995. Ban đầu, nơi này chỉ là một ngôi chùa nhỏ phục vụ nhu cầu tâm linh của người dân địa phương. Qua nhiều năm phát triển, với sự đóng góp của Phật tử và sự hướng dẫn của các vị sư, tu viện đã mở rộng và trở thành một trung tâm tu học lớn.

## Bê bối
Vụ bê bối bắt nguồn từ sự mâu thuẫn giữa cộng đồng tu sĩ trẻ tu học theo pháp môn Làng Mai (do Thiền sư Thích Nhất Hạnh sáng lập) và các vị sư địa phương tại Tu viện Bát Nhã. Mâu thuẫn này liên quan đến việc quản lý, quyền kiểm soát tu viện, và phương pháp tu học. Một số ý kiến cho rằng sự khác biệt trong cách tiếp cận Phật giáo và quyền lực nội bộ đã dẫn đến căng thẳng ngày càng leo thang.

## Diễn biến
- Tháng 6/2009: Các tu sĩ trẻ theo pháp môn Làng Mai tại Tu viện Bát Nhã bị yêu cầu rời khỏi tu viện. Quyết định này gây ra tranh cãi lớn trong cộng đồng Phật tử và dẫn đến sự phản đối từ phía các tu sĩ trẻ.
- Tháng 9/2009: Tình hình căng thẳng leo thang khi các nhóm người địa phương được cho là đã xâm nhập vào tu viện và buộc các tu sĩ trẻ rời đi. Một số báo cáo cho biết đã có sự đe dọa và bạo lực xảy ra trong quá trình này.
- Cuối năm 2009: Dưới áp lực từ cộng đồng và chính quyền, các tu sĩ theo pháp môn Làng Mai đã buộc phải rời khỏi Tu viện Bát Nhã và tìm nơi trú ẩn tại các địa điểm khác. Vụ việc đã gây ra sự chú ý của giới truyền thông và dư luận trong nước và quốc tế.